# Quần đảo Komandorski
Quần đảo Komandorski, quần đảo Komandorskie (tiếng Nga: Командо́рские острова́, Komandorskiye ostrova) hay quần đảo Commander (trong tiếng Anh: Commander Islands) là một nhóm đảo trơ trụi cây, dân cư thưa thớt (khoảng 600 người trên diện tích 1.850 km2 (714 dặm vuông Anh)) trong biển Bering thuộc Nga, cách bán đảo Kamchatka miền Viễn Đông 175 kilômét (109 mi) về phía đông. Quần đảo này gồm đảo Bering (dài 95 kilômét (59 mi), rộng 15 kilômét (9,3 mi)), đảo Medny (dài 55 kilômét (34 mi), rộng 5 kilômét (3,1 mi)), và 15 đảo khác (đảo nhỏ và đảo đá, nổi bật trong số chúng là đảo Kamen Toporkov - diện tích 15 hécta (37 mẫu Anh), đôi khi gọi là Ostrov Toporkov - và đảo Kamen Ariy). Về hành chính, quần đảo Komandorski nằm trong huyện Aleutsky của Kamchatka Krai.

## Địa lý

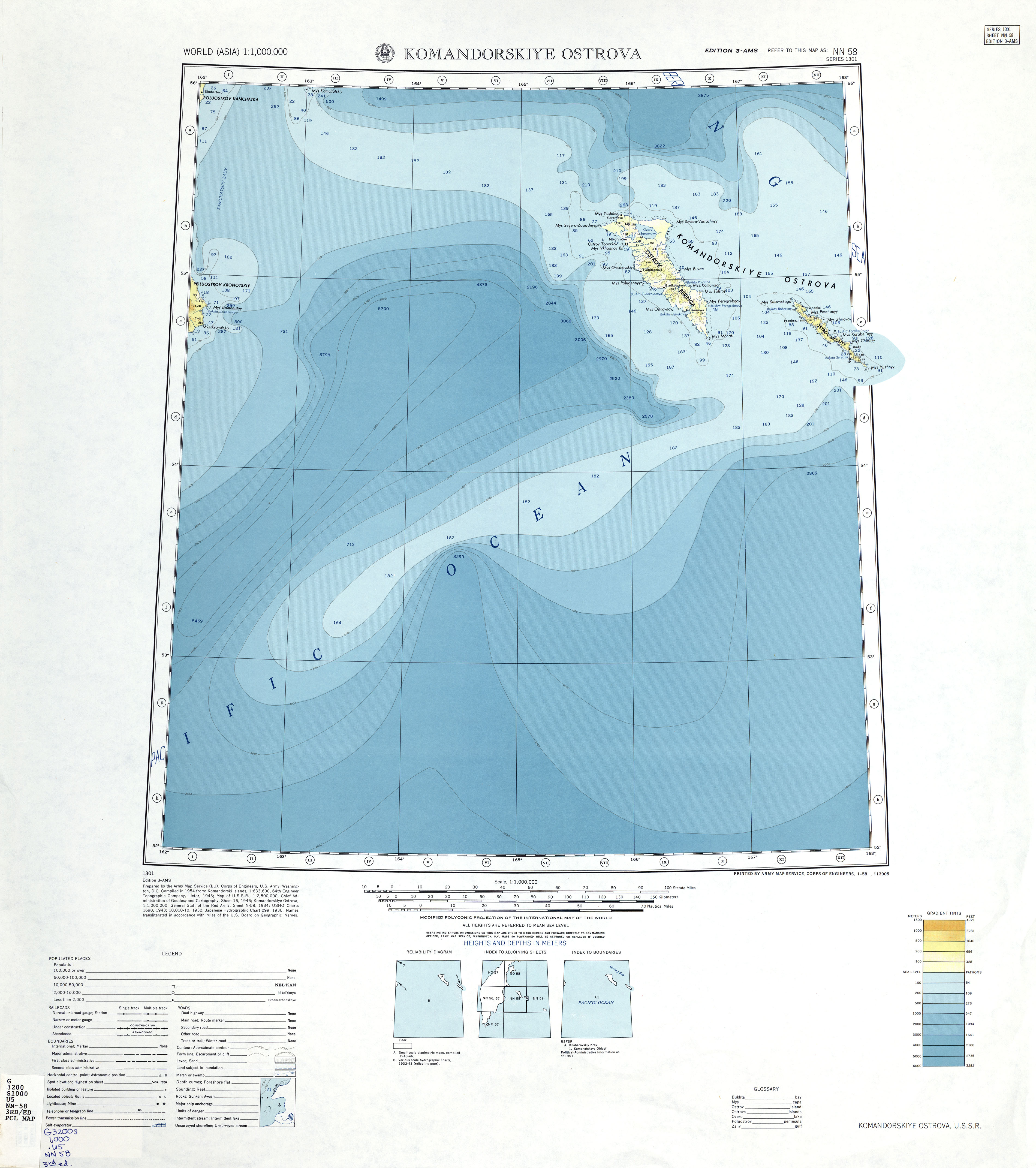
Bản đồ chi tiết quần đảo Komandorski.

Quần đảo Komandorski là phần mạn tây của quần đảo Aleut (đa phần thuộc tiểu bang Hoa Kỳ Alaska). Chúng nằm cách đảo gần nhất thuộc Hoa Kỳ (đảo Attu) 207 dặm (333 km). Nằm giữa cả hai là đường đổi ngày quốc tế. Địa hình quần đảo Komandorski tương đối đa dạng, gồm các dãy núi, cao nguyên núi lửa, bình nguyên đất thấp, và cả núi thấp. Nơi đây được tạo ra từ những hoạt động núi lửa đã ngừng từ lâu tại nơi tiếp giáp giữa mảng Bắc Mỹ và mảng Thái Bình Dương. Điển cao nhất là đỉnh Steller trên đảo Bering (cao 755 mét (2.477 ft)). Điểm cao nhất trên đảo Medny là đỉnh Stenjeger (cao 647 mét (2.123 ft)).
Khí hậu ở đây mang tính hải dương, mưa thường xuyên (220–240 ngày/năm). Mùa hè lạnh và nhiều sương mù.

## Dân cư

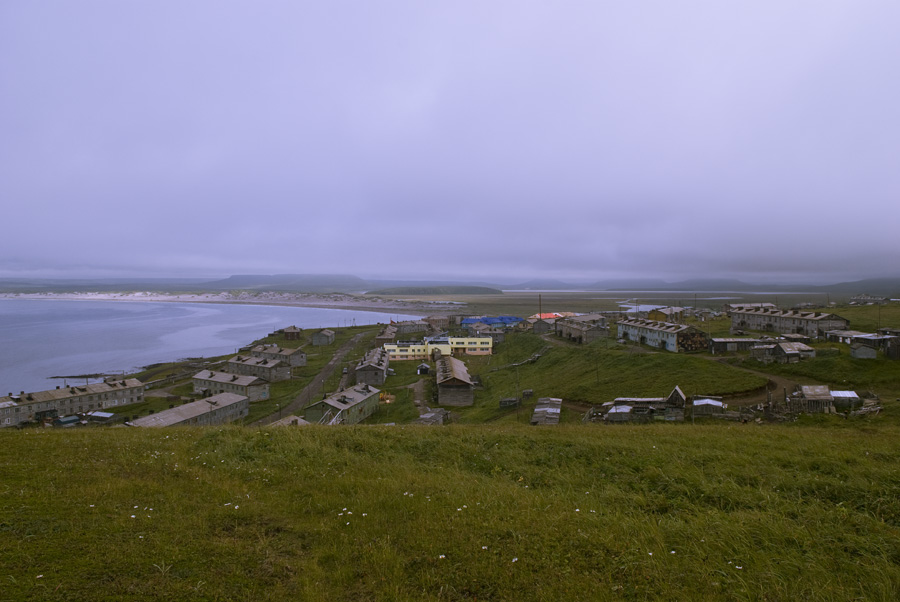
Nikolskoye

Điểm dân cư quanh năm duy nhất là ngôi làng Nikolskoye ở tây bắc đảo Bering, với dân số ước tính tính đến  năm 2009 là 613. Dân cư gần như toàn là người Nga và người Aleut. Phần lớn diện tích quần đảo, cũng như vùng biển lân cận rộng (14.088 dặm vuông Anh (36.488 km2)), được thiết lập làm khu bảo tồn thiên nhiên Komandorsky Zapovednik. Nền kinh tế chủ yếu dựa trên đánh cá, thu lượm nấm, quản lý zapovednik, du lịch sinh thái, và dịch vụ chính phủ.
Ở làng có một trường học, một trạm theo dõi vệ tính và một bãi đáp máy bay.
Những điểm dân cư khác hoặc là có người không thường xuyên hoặc chỉ là những căn nhà thưa thớt:
- Severnoye
- Podutesnaya
- Gladkovskeya
- Lisennova
- Peschanka
- Preobrajenskoe tại vịnh Peschanaya trên đảo Medniy – bỏ hoang
- Glinka